# Portret damy (obraz El Greca)
Portret damy – miniatura, olej na papierze przypisywany hiszpańskiemu malarzowi pochodzenia greckiego Dominikosowi Theotokopulosowi, znanemu jako El Greco.
Obraz znajdował się w kolekcji Rómula Boscha w Barcelonie, a następnie w kolekcji Julia Muñoza. Po jego śmierci w 1991 roku, część jego kolekcji została przekazana na rzecz miasta Barcelona. Losy obrazu nie są znane. Według José Gudiola miniatura posłużyła El Grecowi do namalowania Portretu damy w futrzanej etoli. Kobieta z miniatury niewątpliwie jest tą samą osobą co na obrazie z Glasgow, lecz z innym nakryciem głowy. Harold Wethey w swojej monografii El Greco and his school podważa atrybucję El Greca, podobnie jak hiszpański historyk Camón Aznar
Według opinii innych historyków miniaturę damy wykonała włoska malarka Sofonisba Anguissola (Dama con toca) w 1591 roku.